# 陽生
陽生（ようせい、1979年9月14日 - ）は、日本の男性ファッションモデル。ファッション雑誌『MEN'S KNUCKLE（メンズナックル）』などモデルとして活動している。血液型はA型。 身長175cm。おとめ座。広島県福山市出身。

## 人物
- 得意な楽器はギター。
- 趣味はゴルフ、マリンスポーツ、ショッピング。
- 好きなファッションブランドは『DOLCE & GABBANA』。
- 『キキちゃん』という名前のチワワを飼っている。
- ミュージシャンを目指していたバンド時代はライブ活動のため、故郷の福山市と広島市を往復していた。
- ファッションモデルとしてのデビューのきっかけはファッション雑誌『MEN'S KNUCKLE』のモデル募集だった。当初はヘアカタログのページに出ていた。
- モデルとして活動していく過程で美容に関心を持ち、青山に自らがプロデュースする美容室「fluent（フルーエント）」をオープンさせる。
- 現役のホストでもあり、新宿歌舞伎町のホストクラブ「ROMANCE」でプロデューサーを務める。

## 来歴
- 1979年、9月14日 広島県福山市に生まれる。幼少期は、よく女の子に間違われ泣き虫であった。
- 1995年、高校に入学しファッションに目覚める。ギターを始めバンドを組む。当時はヴィジュアル系がメインだった。
- 1998年、高校卒業。バンド一本の生活を始める。
- 1999年、バンド解散。
- 2002年、アタッシュケースひとつとスーツ一着で上京。
- 2004年、『MEN'S KNUCKLE』のモデルとして活動を開始。11月号のVOL.3で初めて表紙を飾る。
- 2005年、第2回全日本ホストグランプリでチャンピオンとなる。
- 2006年9月、自らのプロデュースによるシルバーネイルチップブランド『Buenas Noches』を発足。ストレスによる胃潰瘍、十二指腸潰瘍で入院。一時休業する。
- 2007年、『MEN'S KNUCKLE』3月号にて連載『月刊 陽生-Monthly YOUSEI-』がスタートする。なお8月号の『月刊 陽生』では女性ファッション雑誌『小悪魔ageha』の看板モデル、桃華絵里をゲストに迎え対談している。
- 2007年2月、『BuenasNoches』のデザインプロデュースを開始。また同年11月には、R's GROUPの3号店『Diamond Romance』の代表取締役に就任。
- 2009年4月1日、青山に自らがプロデュースした美容室「fluent（フルーエント）」をオープンさせる。
- 2018年、東京を離れ、地元である広島にあるボーイズバー「amuser’s club ASOBI」に勤務[1]。

## エピソード
- ホスト全盛期には大阪のトップアクアで働いていた楓十座と、東京のトップである陽生が売り上げを競い合うドキュメントテレビ番組が放送されていた
- 女性に間違われ痴漢に胸を揉まれたことがある。

## プロデュース

### アクセサリーブランド
Buenas Noches（ブエナスノーチェス）
陽生がプロデュースするメンズシルバーネイルチップブランド。2006年9月発足。ブランドのコンセプトは「ネイルアート＝女性、という従来の考え方を根本から覆し、男性にももっと指先のオシャレを!」である。ファッション雑誌に取り上げられ、関東だけでなく全国のセレクトショップでの取り扱いも決定された。メンズライン、ユニセックスラインで展開している。
2007年、ハローキティの原作者、清水侑子が描くフレンチブルドッグのキャラクター「レベッカボンボン（Rebecca Bonbon）」とのコラボを発表した。

### 美容室
fluent（フルーエント）
2009年4月、青山にオープンした陽生プロデュースのヘアーサロン。店名のfluentは、ラテン語で「最先端」を意味する言葉。「レトロなヨーロッパのお家」をテーマに誰もが家に帰ってきたと思えるようなリラックスした空間造りを目指している。シャンプーやパーマのコーティング剤に至るまで陽生がセレクトしたこだわりのヘアーサロン。

## ディスコグラフィ

### CD
- 無色（2006年4月27日）アーティストAnna Annaとの合作。

### 自伝本
- 『Night SUN』 （発売:ミリオン出版）

## 出演

### DVD
- YOSEI（2006年12月20日）（発売:ポニーキャニオン）
- Club Romance（2006年12月20日）（発売：ポニーキャニオン）
- Champagne Call（発売：エイベックス）
- Champagne Call2（発売：エイベックス）

### 連載
- 『MEN'S KNUCKLE』　（ミリオン出版）

『月刊 陽生-Monthly YOUSEI-』
『CLUB YOU SAY-クラブ陽生-』

## 関連性のある人物
工藤蓮
MEN'S KNUCKLEで陽生とともに掲載されることが多かった。
リョーマ
MEN'S KNUCKLEで陽生とともに表紙を飾ることが多かった。
倉科典仁
MEN'S KNUCKLE編集長。ジャーナリスト。
美月凛音
陽生が代表取締役を務めるDiamond Romanceの主任。現役プロレスラー。